# Carlo Antonio Giuseppe Bellisomi

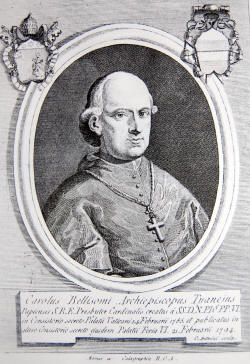
Carlo Kardinal Bellisomi

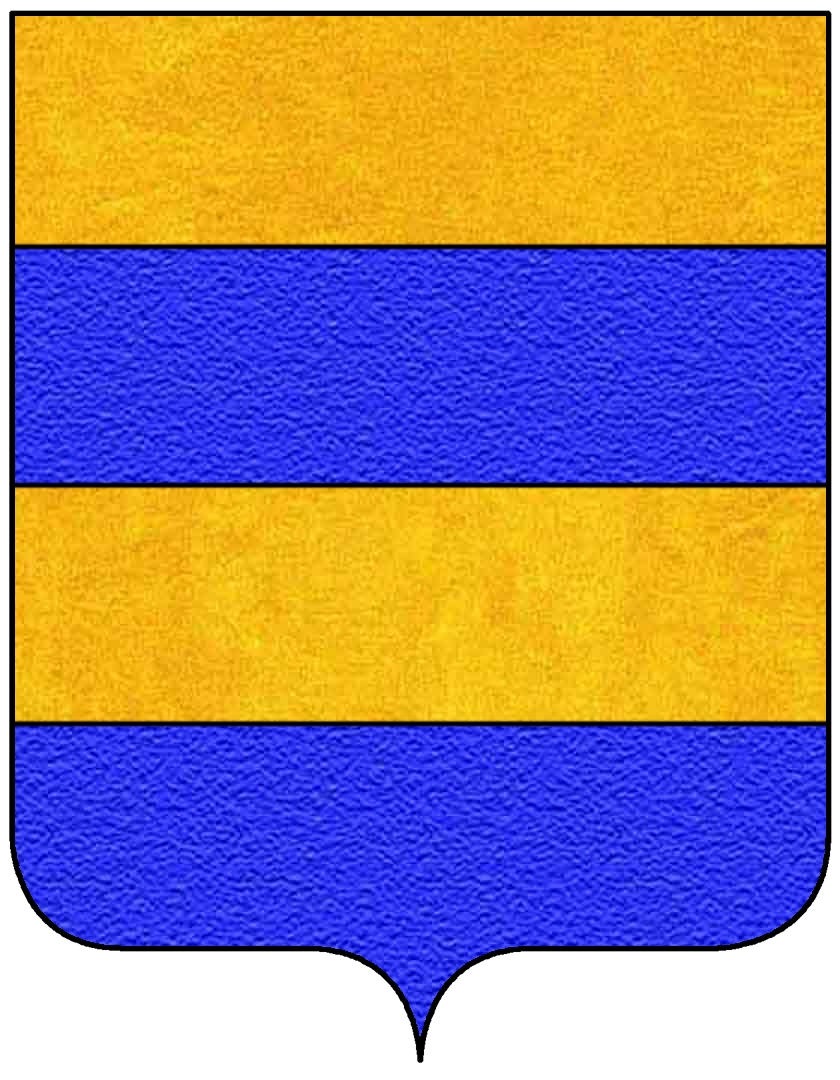
Wappen des Hauses Bellisomi

Carlo Antonio Giuseppe Bellisomi (* 30. Juli 1736 in Pavia; † 9. August 1808 in Cesena, Emilia-Romagna) war ein italienischer Geistlicher, Diplomat des Heiligen Stuhls und Kardinal der Römischen Kirche.

## Leben
Bellisomi empfing am 29. Mai 1763 die Priesterweihe. Bereits ein Jahr zuvor war er Referent an der Apostolischen Signatur geworden. Im Januar 1765 wurde er Gouverneur von San Severino.
Am 11. September 1775 wurde er von Papst Pius VI. zum Titularerzbischof von Tyana und am 20. September 1775 zum Apostolischen Nuntius in Deutschland mit Sitz in Köln ernannt. Bevor er seine Stelle als Nuntius antrat, spendete ihm am 24. September 1775 Pius VI. die Bischofsweihe, Mitkonsekratoren waren die wenige Tage zuvor geweihten Nuntien und späteren Kardinäle Carlo Crivelli und Giovanni Andrea Archetti. 1778 brachte er den Trierer Weihbischof Johann Nikolaus von Hontheim dazu, seine gegen den päpstlichen Jurisdiktionsprimat gerichteten Veröffentlichungen zu widerrufen.
Am 14. Februar 1785 wurde Bellisomi vom Papst zum Kardinal in pectore erhoben und am 7. Mai 1785 zum Nuntius in Portugal ernannt. Bei seinem Kampf gegen den Jansenismus fand er Unterstützung durch den Patriarchen von Lissabon, Kardinal José Francisco Miguel António de Mendoça Valdereis. Am 21. Februar 1794 wurde seine Ernennung zum Kardinal publiziert und am 22. September 1795 wurde er zum Bischof von Cesena ernannt, wo er den persönlichen Titel eines Erzbischofs führte. Am 18. Dezember 1795 wurde ihm als Kardinalpriester die Titelkirche Santa Maria della Pace zugewiesen. Er nahm von Dezember 1799 bis Februar 1800 an dem Konklave teil, das Pius VII. zum Papst wählte. Kardinal Franziskus von Paula Herzan von Harras brachte zuvor das Veto von Kaiser Franz II. gegen Bellisomis Wahl zum Papst vor. Am 18. September 1807 optierte er auf die Titelkirche Santa Prassede. Kardinal Bellisomi starb im Folgejahr und wurde im Dom von Cesena beigesetzt.